# Coreno Ausonio

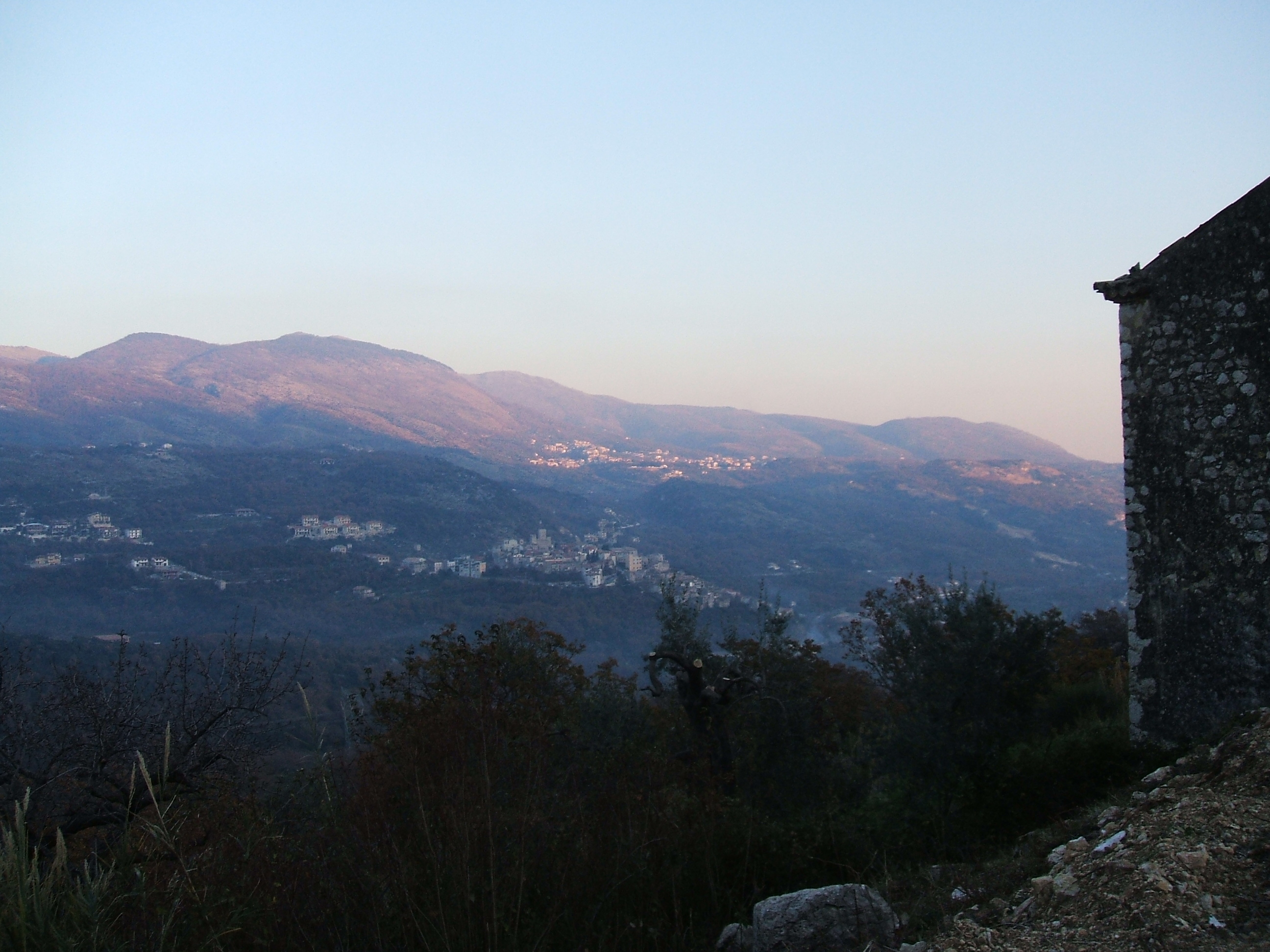
Widok na centrum miasta

Coreno Ausonio – miejscowość i gmina we Włoszech, w regionie Lacjum, w prowincji Frosinone. Kraina geograficzna, na której położone jest Coreno, bogata jest w złoża bardzo cennego marmuru włoskiego. Gmina położona jest na wysokości 318 m nad poziomem morza.
Zlokalizowanych jest tu około 30 przedsiębiorstw związanych z wydobywaniem i obróbką marmuru, które ogółem zatrudniają około 1000 osób.
Według danych na rok 2004 gminę zamieszkiwało 1736 osób, 66,8 os./km².
Polskim miastem partnerskim jest Błonie.

## Kalendarium historyczne
- XIII w. – pierwsi osadnicy na tych terenach
- 1300 r. – data wybudowania kościoła św. Małgorzaty
- 1563 r. – data wybudowania kościoła św. Sebastiana (obecnie budynek nie pełni funkcji kościoła)
- 1586 r. – uzyskanie samodzielnego statusu – jak podają zachowane manuskrypty w Krajowych Archiwum Historycznym
- 1649 r. – wybudowanie kościoła św. Marii Quercia
- 1950 r. – odkrycie złóż marmuru

## Oświata
- 1 przedszkole
- 1 szkoła podstawowa
- 1 szkoła średnia (gimnazjum)